# Lista över fornlämningar i Norrköpings kommun (Häradshammar)
Lista över fornlämningar i Norrköpings kommun (Häradshammar) är en förteckning av ett urval av de fornlämningar som finns i Häradshammar i Norrköpings kommun.
| Namn                                  | Lämningstyp                      | Tillkomsttid | Historisk indelning        | Plats | Läge                 | ID-nr          | Bild                                 |
| ------------------------------------- | -------------------------------- | ------------ | -------------------------- | ----- | -------------------- | -------------- | ------------------------------------ |
| Häradshammar 1:1                      | Stensättning                     |              | Häradshammar, Östergötland |       | 58.566167, 16.600061 | 10043900010001 | Ladda upp en bild av detta fornminne |
| Häradshammar 2:1                      | Stensättning                     |              | Häradshammar, Östergötland |       | 58.564753, 16.602822 | 10043900020001 | Ladda upp en bild av detta fornminne |
| Häradshammar 3:1                      | Stensättning                     |              | Häradshammar, Östergötland |       | 58.566164, 16.606120 | 10043900030001 | Ladda upp en bild av detta fornminne |
| Häradshammar 4:1                      | Stensättning                     |              | Häradshammar, Östergötland |       | 58.561576, 16.607336 | 10043900040001 | Ladda upp en bild av detta fornminne |
| Häradshammar 4:2                      | Stensättning                     |              | Häradshammar, Östergötland |       | 58.561595, 16.607029 | 10043900040002 | Ladda upp en bild av detta fornminne |
| Häradshammar 5:1                      | Gravfält                         |              | Häradshammar, Östergötland |       | 58.561718, 16.608568 | 10043900050001 | Ladda upp en bild av detta fornminne |
| Häradshammar 6:1                      | Stensättning                     |              | Häradshammar, Östergötland |       | 58.563221, 16.610904 | 10043900060001 | Ladda upp en bild av detta fornminne |
| Häradshammar 7:1                      | Gravfält                         |              | Häradshammar, Östergötland |       | 58.565960, 16.615844 | 10043900070001 | Ladda upp en bild av detta fornminne |
| Häradshammar 8:1                      | Gravfält                         |              | Häradshammar, Östergötland |       | 58.560915, 16.613349 | 10043900080001 | Ladda upp en bild av detta fornminne |
| Häradshammar 9:1                      | Gravfält                         |              | Häradshammar, Östergötland |       | 58.563750, 16.596415 | 10043900090001 | Ladda upp en bild av detta fornminne |
| Attekullen (Häradshammar 10:1)        | Gravfält                         |              | Häradshammar, Östergötland |       | 58.556721, 16.610796 | 10043900100001 | Ladda upp en bild av detta fornminne |
| Häradshammar 11:1                     | Stensättning                     |              | Häradshammar, Östergötland |       | 58.553269, 16.602300 | 10043900110001 | Ladda upp en bild av detta fornminne |
| Häradshammar 12:1                     | Stensättning                     |              | Häradshammar, Östergötland |       | 58.558179, 16.648493 | 10043900120001 | Ladda upp en bild av detta fornminne |
| Häradshammar 12:2                     | Stensättning                     |              | Häradshammar, Östergötland |       | 58.558056, 16.648566 | 10043900120002 | Ladda upp en bild av detta fornminne |
| Häradshammar 12:3                     | Stensättning                     |              | Häradshammar, Östergötland |       | 58.558150, 16.648750 | 10043900120003 | Ladda upp en bild av detta fornminne |
| Häradshammar 13:1                     | Gravfält                         |              | Häradshammar, Östergötland |       | 58.557475, 16.652074 | 10043900130001 | Ladda upp en bild av detta fornminne |
| Häradshammar 14:1                     | Röse                             |              | Häradshammar, Östergötland |       | 58.562486, 16.661285 | 10043900140001 | Ladda upp en bild av detta fornminne |
| Häradshammar 14:2                     | Stensättning                     |              | Häradshammar, Östergötland |       | 58.562206, 16.661284 | 10043900140002 | Ladda upp en bild av detta fornminne |
| Häradshammar 15:1                     | Stensättning                     |              | Häradshammar, Östergötland |       | 58.563125, 16.655233 | 10043900150001 | Ladda upp en bild av detta fornminne |
| Häradshammar 16:1                     | Fornborg                         |              | Häradshammar, Östergötland |       | 58.565818, 16.652000 | 10043900160001 | Ladda upp en bild av detta fornminne |
| Häradshammar 17:1                     | Gravfält                         |              | Häradshammar, Östergötland |       | 58.556700, 16.637291 | 10043900170001 | Ladda upp en bild av detta fornminne |
| Häradshammar 18:1                     | Stensättning                     |              | Häradshammar, Östergötland |       | 58.558011, 16.642756 | 10043900180001 | Ladda upp en bild av detta fornminne |
| Bönestenen (Häradshammar 19:1)        | Gravfält                         |              | Häradshammar, Östergötland |       | 58.557267, 16.642961 | 10043900190001 | Ladda upp en bild av detta fornminne |
| Häradshammar 23:1                     | Stensättning                     |              | Häradshammar, Östergötland |       | 58.554722, 16.644451 | 10043900230001 | Ladda upp en bild av detta fornminne |
| Häradshammar 23:2                     | Stensättning                     |              | Häradshammar, Östergötland |       | 58.554415, 16.644445 | 10043900230002 | Ladda upp en bild av detta fornminne |
| Häradshammar 23:3                     | Stensättning                     |              | Häradshammar, Östergötland |       | 58.554180, 16.644711 | 10043900230003 | Ladda upp en bild av detta fornminne |
| Häradshammar 23:4                     | Stensättning                     |              | Häradshammar, Östergötland |       | 58.554149, 16.644999 | 10043900230004 | Ladda upp en bild av detta fornminne |
| Häradshammar 23:5                     | Stensättning                     |              | Häradshammar, Östergötland |       | 58.554177, 16.644231 | 10043900230005 | Ladda upp en bild av detta fornminne |
| Häradshammar 26:1                     | Stensättning                     |              | Häradshammar, Östergötland |       | 58.553460, 16.638960 | 10043900260001 | Ladda upp en bild av detta fornminne |
| Häradshammar 27:1                     | Stensättning                     |              | Häradshammar, Östergötland |       | 58.554992, 16.636927 | 10043900270001 | Ladda upp en bild av detta fornminne |
| Häradshammar 27:2                     | Stensättning                     |              | Häradshammar, Östergötland |       | 58.554867, 16.636582 | 10043900270002 | Ladda upp en bild av detta fornminne |
| Häradshammar 27:3                     | Stensättning                     |              | Häradshammar, Östergötland |       | 58.555125, 16.636391 | 10043900270003 | Ladda upp en bild av detta fornminne |
| Häradshammar 28:1                     | Stensättning                     |              | Häradshammar, Östergötland |       | 58.554597, 16.635602 | 10043900280001 | Ladda upp en bild av detta fornminne |
| Häradshammar 29:1                     | Stensättning                     |              | Häradshammar, Östergötland |       | 58.554323, 16.635281 | 10043900290001 | Ladda upp en bild av detta fornminne |
| Häradshammar 29:2                     | Stensättning                     |              | Häradshammar, Östergötland |       | 58.554225, 16.635561 | 10043900290002 | Ladda upp en bild av detta fornminne |
| Häradshammar 29:3                     | Stensättning                     |              | Häradshammar, Östergötland |       | 58.554088, 16.635656 | 10043900290003 | Ladda upp en bild av detta fornminne |
| Häradshammar 29:4                     | Stensättning                     |              | Häradshammar, Östergötland |       | 58.554217, 16.635950 | 10043900290004 | Ladda upp en bild av detta fornminne |
| Häradshammar 30:1                     | Hög                              |              | Häradshammar, Östergötland |       | 58.561985, 16.630693 | 10043900300001 | Ladda upp en bild av detta fornminne |
| Häradshammar 30:2                     | Stensättning                     |              | Häradshammar, Östergötland |       | 58.562133, 16.630720 | 10043900300002 | Ladda upp en bild av detta fornminne |
| Häradshammar 30:3                     | Stensättning                     |              | Häradshammar, Östergötland |       | 58.562181, 16.630484 | 10043900300003 | Ladda upp en bild av detta fornminne |
| Häradshammar 31:1                     | Gravfält                         |              | Häradshammar, Östergötland |       | 58.561589, 16.630340 | 10043900310001 | Ladda upp en bild av detta fornminne |
| Häradshammar 32:1                     | Stensättning                     |              | Häradshammar, Östergötland |       | 58.560350, 16.633830 | 10043900320001 | Ladda upp en bild av detta fornminne |
| Häradshammar 33:1                     | Stensättning                     |              | Häradshammar, Östergötland |       | 58.558929, 16.634664 | 10043900330001 | Ladda upp en bild av detta fornminne |
| Häradshammar 33:2                     | Stensättning                     |              | Häradshammar, Östergötland |       | 58.558992, 16.635094 | 10043900330002 | Ladda upp en bild av detta fornminne |
| Häradshammar 34:1                     | Stensättning                     |              | Häradshammar, Östergötland |       | 58.557987, 16.632768 | 10043900340001 | Ladda upp en bild av detta fornminne |
| Häradshammar 34:3                     | Stensättning                     |              | Häradshammar, Östergötland |       | 58.558246, 16.633477 | 10043900340003 | Ladda upp en bild av detta fornminne |
| Häradshammar 34:4                     | Stensättning                     |              | Häradshammar, Östergötland |       | 58.558135, 16.633482 | 10043900340004 | Ladda upp en bild av detta fornminne |
| Häradshammar 34:5                     | Stensättning                     |              | Häradshammar, Östergötland |       | 58.558345, 16.634128 | 10043900340005 | Ladda upp en bild av detta fornminne |
| Häradshammar 37:1                     | Stensättning                     |              | Häradshammar, Östergötland |       | 58.555967, 16.634223 | 10043900370001 | Ladda upp en bild av detta fornminne |
| Häradshammar 38:1                     | Stensättning                     |              | Häradshammar, Östergötland |       | 58.536846, 16.591838 | 10043900380001 | Ladda upp en bild av detta fornminne |
| Häradshammar 39:1                     | Stensättning                     |              | Häradshammar, Östergötland |       | 58.538613, 16.592103 | 10043900390001 | Ladda upp en bild av detta fornminne |
| Häradshammar 39:2                     | Stensättning                     |              | Häradshammar, Östergötland |       | 58.538478, 16.592256 | 10043900390002 | Ladda upp en bild av detta fornminne |
| Häradshammar 40:1                     | Stensättning                     |              | Häradshammar, Östergötland |       | 58.536518, 16.588244 | 10043900400001 | Ladda upp en bild av detta fornminne |
| Häradshammar 41:1                     | Stensättning                     |              | Häradshammar, Östergötland |       | 58.536672, 16.599196 | 10043900410001 | Ladda upp en bild av detta fornminne |
| Häradshammar 41:2                     | Stensättning                     |              | Häradshammar, Östergötland |       | 58.536396, 16.599606 | 10043900410002 | Ladda upp en bild av detta fornminne |
| Häradshammar 42:1                     | Stensättning                     |              | Häradshammar, Östergötland |       | 58.536719, 16.598655 | 10043900420001 | Ladda upp en bild av detta fornminne |
| Häradshammar 42:2                     | Stensättning                     |              | Häradshammar, Östergötland |       | 58.536856, 16.598279 | 10043900420002 | Ladda upp en bild av detta fornminne |
| Häradshammar 43:1                     | Stensättning                     |              | Häradshammar, Östergötland |       | 58.536974, 16.597523 | 10043900430001 | Ladda upp en bild av detta fornminne |
| Häradshammar 43:2                     | Stensättning                     |              | Häradshammar, Östergötland |       | 58.537234, 16.597937 | 10043900430002 | Ladda upp en bild av detta fornminne |
| Häradshammar 44:1                     | Stensättning                     |              | Häradshammar, Östergötland |       | 58.538423, 16.585731 | 10043900440001 | Ladda upp en bild av detta fornminne |
| Häradshammar 44:2                     | Stensättning                     |              | Häradshammar, Östergötland |       | 58.538308, 16.585224 | 10043900440002 | Ladda upp en bild av detta fornminne |
| Häradshammar 44:3                     | Stensättning                     |              | Häradshammar, Östergötland |       | 58.538417, 16.585370 | 10043900440003 | Ladda upp en bild av detta fornminne |
| Häradshammar 44:4                     | Stensättning                     |              | Häradshammar, Östergötland |       | 58.538401, 16.584995 | 10043900440004 | Ladda upp en bild av detta fornminne |
| Häradshammar 45:1                     | Stensättning                     |              | Häradshammar, Östergötland |       | 58.537498, 16.582648 | 10043900450001 | Ladda upp en bild av detta fornminne |
| Häradshammar 45:2                     | Stensättning                     |              | Häradshammar, Östergötland |       | 58.537370, 16.582950 | 10043900450002 | Ladda upp en bild av detta fornminne |
| Häradshammar 45:3                     | Stensättning                     |              | Häradshammar, Östergötland |       | 58.537360, 16.582612 | 10043900450003 | Ladda upp en bild av detta fornminne |
| Häradshammar 46:1                     | Stensättning                     |              | Häradshammar, Östergötland |       | 58.538883, 16.583877 | 10043900460001 | Ladda upp en bild av detta fornminne |
| Häradshammar 47:1                     | Stensättning                     |              | Häradshammar, Östergötland |       | 58.538053, 16.580072 | 10043900470001 | Ladda upp en bild av detta fornminne |
| Häradshammar 47:2                     | Stensättning                     |              | Häradshammar, Östergötland |       | 58.537818, 16.580030 | 10043900470002 | Ladda upp en bild av detta fornminne |
| Häradshammar 48:1                     | Gravfält                         |              | Häradshammar, Östergötland |       | 58.538570, 16.581009 | 10043900480001 | Ladda upp en bild av detta fornminne |
| Häradshammar 49:1                     | Stensättning                     |              | Häradshammar, Östergötland |       | 58.540466, 16.583421 | 10043900490001 | Ladda upp en bild av detta fornminne |
| Häradshammar 49:2                     | Stensättning                     |              | Häradshammar, Östergötland |       | 58.540524, 16.583584 | 10043900490002 | Ladda upp en bild av detta fornminne |
| Häradshammar 50:1                     | Stensättning                     |              | Häradshammar, Östergötland |       | 58.540852, 16.580526 | 10043900500001 | Ladda upp en bild av detta fornminne |
| Häradshammar 51:1                     | Stensättning                     |              | Häradshammar, Östergötland |       | 58.542472, 16.589899 | 10043900510001 | Ladda upp en bild av detta fornminne |
| Häradshammar 51:2                     | Stensättning                     |              | Häradshammar, Östergötland |       | 58.542441, 16.590113 | 10043900510002 | Ladda upp en bild av detta fornminne |
| Häradshammar 52:1                     | Stensättning                     |              | Häradshammar, Östergötland |       | 58.531935, 16.585187 | 10043900520001 | Ladda upp en bild av detta fornminne |
| Häradshammar 53:1                     | Gravfält                         |              | Häradshammar, Östergötland |       | 58.536066, 16.606036 | 10043900530001 | Ladda upp en bild av detta fornminne |
| Häradshammar 55:1                     | Gravfält                         |              | Häradshammar, Östergötland |       | 58.536845, 16.605288 | 10043900550001 | Ladda upp en bild av detta fornminne |
| Häradshammar 56:1                     | Gravfält                         |              | Häradshammar, Östergötland |       | 58.538772, 16.612694 | 10043900560001 | Ladda upp en bild av detta fornminne |
| Häradshammar 57:1                     | Stensättning                     |              | Häradshammar, Östergötland |       | 58.531086, 16.618248 | 10043900570001 | Ladda upp en bild av detta fornminne |
| Häradshammar 57:2                     | Stensättning                     |              | Häradshammar, Östergötland |       | 58.531029, 16.618632 | 10043900570002 | Ladda upp en bild av detta fornminne |
| Häradshammar 58:1                     | Gravfält                         |              | Häradshammar, Östergötland |       | 58.530721, 16.619524 | 10043900580001 | Ladda upp en bild av detta fornminne |
| Häradshammar 59:1                     | Stensättning                     |              | Häradshammar, Östergötland |       | 58.531277, 16.616982 | 10043900590001 | Ladda upp en bild av detta fornminne |
| Häradshammar 59:2                     | Stensättning                     |              | Häradshammar, Östergötland |       | 58.531409, 16.616798 | 10043900590002 | Ladda upp en bild av detta fornminne |
| Häradshammar 60:1                     | Gravfält                         |              | Häradshammar, Östergötland |       | 58.534967, 16.613934 | 10043900600001 | Ladda upp en bild av detta fornminne |
| Fågelbacken (Häradshammar 61:1)       | Gravfält                         |              | Häradshammar, Östergötland |       | 58.534722, 16.615598 | 10043900610001 | Ladda upp en bild av detta fornminne |
| Häradshammar 63:1                     | Gravfält                         |              | Häradshammar, Östergötland |       | 58.536872, 16.620858 | 10043900630001 | Ladda upp en bild av detta fornminne |
| Häradshammar 65:1                     | Hög                              |              | Häradshammar, Östergötland |       | 58.543168, 16.602104 | 10043900650001 | Ladda upp en bild av detta fornminne |
| Häradshammar 65:2                     | Stensättning                     |              | Häradshammar, Östergötland |       | 58.543433, 16.602339 | 10043900650002 | Ladda upp en bild av detta fornminne |
| Häradshammar 67:1                     | Gravfält                         |              | Häradshammar, Östergötland |       | 58.544019, 16.601488 | 10043900670001 | Ladda upp en bild av detta fornminne |
| Häradshammar 69:1                     | Gravfält                         |              | Häradshammar, Östergötland |       | 58.545196, 16.607702 | 10043900690001 | Ladda upp en bild av detta fornminne |
| Häradshammar 70:1                     | Stensättning                     |              | Häradshammar, Östergötland |       | 58.544345, 16.609879 | 10043900700001 | Ladda upp en bild av detta fornminne |
| Häradshammar 70:2                     | Stensättning                     |              | Häradshammar, Östergötland |       | 58.544611, 16.609818 | 10043900700002 | Ladda upp en bild av detta fornminne |
| Häradshammar 71:1                     | Stensättning                     |              | Häradshammar, Östergötland |       | 58.544115, 16.609445 | 10043900710001 | Ladda upp en bild av detta fornminne |
| Häradshammar 72:1                     | Stensättning                     |              | Häradshammar, Östergötland |       | 58.544879, 16.608740 | 10043900720001 | Ladda upp en bild av detta fornminne |
| Häradshammar 72:2                     | Stensättning                     |              | Häradshammar, Östergötland |       | 58.545006, 16.608522 | 10043900720002 | Ladda upp en bild av detta fornminne |
| Häradshammar 74:1                     | Gravfält                         |              | Häradshammar, Östergötland |       | 58.544571, 16.614620 | 10043900740001 | Ladda upp en bild av detta fornminne |
| Häradshammar 75:1                     | Stensättning                     |              | Häradshammar, Östergötland |       | 58.549440, 16.624824 | 10043900750001 | Ladda upp en bild av detta fornminne |
| Häradshammar 76:1                     | Stensättning                     |              | Häradshammar, Östergötland |       | 58.549588, 16.624071 | 10043900760001 | Ladda upp en bild av detta fornminne |
| Häradshammar 77:1                     | Stensättning                     |              | Häradshammar, Östergötland |       | 58.549784, 16.623563 | 10043900770001 | Ladda upp en bild av detta fornminne |
| Häradshammar 78:1                     | Stensättning                     |              | Häradshammar, Östergötland |       | 58.548717, 16.624291 | 10043900780001 | Ladda upp en bild av detta fornminne |
| Häradshammar 78:2                     | Stensättning                     |              | Häradshammar, Östergötland |       | 58.548861, 16.624170 | 10043900780002 | Ladda upp en bild av detta fornminne |
| Häradshammar 79:1                     | Stensättning                     |              | Häradshammar, Östergötland |       | 58.548945, 16.625333 | 10043900790001 | Ladda upp en bild av detta fornminne |
| Häradshammar 79:2                     | Stensättning                     |              | Häradshammar, Östergötland |       | 58.548897, 16.625576 | 10043900790002 | Ladda upp en bild av detta fornminne |
| Häradshammar 80:1                     | Gravfält                         |              | Häradshammar, Östergötland |       | 58.548097, 16.627085 | 10043900800001 | Ladda upp en bild av detta fornminne |
| Häradshammar 81:1                     | Gravfält                         |              | Häradshammar, Östergötland |       | 58.546757, 16.625704 | 10043900810001 | Ladda upp en bild av detta fornminne |
| Häradshammar 82:1                     | Stensättning                     |              | Häradshammar, Östergötland |       | 58.545057, 16.632327 | 10043900820001 | Ladda upp en bild av detta fornminne |
| Häradshammar 83:1                     | Stensättning                     |              | Häradshammar, Östergötland |       | 58.546113, 16.634065 | 10043900830001 | Ladda upp en bild av detta fornminne |
| Häradshammar 84:1                     | Stensättning                     |              | Häradshammar, Östergötland |       | 58.545982, 16.631920 | 10043900840001 | Ladda upp en bild av detta fornminne |
| Häradshammar 84:2                     | Stensättning                     |              | Häradshammar, Östergötland |       | 58.545998, 16.631654 | 10043900840002 | Ladda upp en bild av detta fornminne |
| Häradshammar 84:3                     | Stensättning                     |              | Häradshammar, Östergötland |       | 58.545918, 16.632058 | 10043900840003 | Ladda upp en bild av detta fornminne |
| Häradshammar 85:1                     | Gravfält                         |              | Häradshammar, Östergötland |       | 58.547898, 16.629141 | 10043900850001 | Ladda upp en bild av detta fornminne |
| Häradshammar 86:1                     | Gravfält                         |              | Häradshammar, Östergötland |       | 58.544124, 16.621128 | 10043900860001 | Ladda upp en bild av detta fornminne |
| Häradshammar 86:2                     | Hällristning                     |              | Häradshammar, Östergötland |       | 58.544202, 16.621355 | 10043900860002 | Ladda upp en bild av detta fornminne |
| Häradshammar 87:1                     | Stensättning                     |              | Häradshammar, Östergötland |       | 58.542538, 16.622479 | 10043900870001 | Ladda upp en bild av detta fornminne |
| Häradshammar 87:2                     | Stensättning                     |              | Häradshammar, Östergötland |       | 58.542758, 16.622752 | 10043900870002 | Ladda upp en bild av detta fornminne |
| Häradshammar 87:3                     | Stensättning                     |              | Häradshammar, Östergötland |       | 58.543148, 16.622589 | 10043900870003 | Ladda upp en bild av detta fornminne |
| Häradshammar 87:4                     | Stensättning                     |              | Häradshammar, Östergötland |       | 58.543039, 16.623203 | 10043900870004 | Ladda upp en bild av detta fornminne |
| Häradshammar 87:5                     | Stensättning                     |              | Häradshammar, Östergötland |       | 58.543401, 16.622610 | 10043900870005 | Ladda upp en bild av detta fornminne |
| Häradshammar 88:1                     | Stensättning                     |              | Häradshammar, Östergötland |       | 58.541995, 16.622709 | 10043900880001 | Ladda upp en bild av detta fornminne |
| Häradshammar 89:1                     | Stensättning                     |              | Häradshammar, Östergötland |       | 58.544157, 16.623171 | 10043900890001 | Ladda upp en bild av detta fornminne |
| Häradshammar 89:2                     | Stensättning                     |              | Häradshammar, Östergötland |       | 58.544249, 16.623022 | 10043900890002 | Ladda upp en bild av detta fornminne |
| Häradshammar 89:3                     | Stensättning                     |              | Häradshammar, Östergötland |       | 58.544564, 16.622911 | 10043900890003 | Ladda upp en bild av detta fornminne |
| Häradshammar 91:1                     | Gravfält                         |              | Häradshammar, Östergötland |       | 58.543026, 16.631633 | 10043900910001 | Ladda upp en bild av detta fornminne |
| Häradshammar 92:1                     | Stensättning                     |              | Häradshammar, Östergötland |       | 58.544713, 16.632705 | 10043900920001 | Ladda upp en bild av detta fornminne |
| Häradshammar 93:1                     | Stensättning                     |              | Häradshammar, Östergötland |       | 58.549018, 16.640561 | 10043900930001 | Ladda upp en bild av detta fornminne |
| Häradshammar 94:1                     | Gravfält                         |              | Häradshammar, Östergötland |       | 58.546228, 16.648483 | 10043900940001 | Ladda upp en bild av detta fornminne |
| Häradshammar 95:1                     | Gravfält                         |              | Häradshammar, Östergötland |       | 58.546799, 16.645739 | 10043900950001 | Ladda upp en bild av detta fornminne |
| Häradshammar 96:1                     | Gravfält                         |              | Häradshammar, Östergötland |       | 58.547570, 16.643351 | 10043900960001 | Ladda upp en bild av detta fornminne |
| Häradshammar 97:1                     | Gravfält                         |              | Häradshammar, Östergötland |       | 58.547351, 16.648298 | 10043900970001 | Ladda upp en bild av detta fornminne |
| Häradshammar 98:1                     | Fornborg                         |              | Häradshammar, Östergötland |       | 58.542199, 16.652840 | 10043900980001 | Ladda upp en bild av detta fornminne |
| Häradshammar 99:1                     | Stensättning                     |              | Häradshammar, Östergötland |       | 58.540843, 16.655908 | 10043900990001 | Ladda upp en bild av detta fornminne |
| Häradshammar 99:2                     | Stensättning                     |              | Häradshammar, Östergötland |       | 58.540806, 16.656207 | 10043900990002 | Ladda upp en bild av detta fornminne |
| Häradshammar 99:3                     | Stensättning                     |              | Häradshammar, Östergötland |       | 58.540791, 16.655464 | 10043900990003 | Ladda upp en bild av detta fornminne |
| Häradshammar 99:4                     | Stensättning                     |              | Häradshammar, Östergötland |       | 58.540756, 16.655767 | 10043900990004 | Ladda upp en bild av detta fornminne |
| Häradshammar 100:1                    | Stensättning                     |              | Häradshammar, Östergötland |       | 58.540996, 16.657462 | 10043901000001 | Ladda upp en bild av detta fornminne |
| Häradshammar 100:2                    | Stensättning                     |              | Häradshammar, Östergötland |       | 58.541135, 16.657627 | 10043901000002 | Ladda upp en bild av detta fornminne |
| Häradshammar 101:1                    | Gravfält                         |              | Häradshammar, Östergötland |       | 58.553036, 16.696431 | 10043901010001 | Ladda upp en bild av detta fornminne |
| Häradshammar 102:1                    | Stensättning                     |              | Häradshammar, Östergötland |       | 58.560745, 16.678906 | 10043901020001 | Ladda upp en bild av detta fornminne |
| Häradshammar 103:1                    | Stensättning                     |              | Häradshammar, Östergötland |       | 58.553262, 16.676045 | 10043901030001 | Ladda upp en bild av detta fornminne |
| Häradshammar 104:1                    | Gravfält                         |              | Häradshammar, Östergötland |       | 58.538572, 16.672600 | 10043901040001 | Ladda upp en bild av detta fornminne |
| Häradshammar 107:1                    | Gravfält                         |              | Häradshammar, Östergötland |       | 58.537799, 16.672609 | 10043901070001 | Ladda upp en bild av detta fornminne |
| Häradshammar 108:1                    | Gravfält                         |              | Häradshammar, Östergötland |       | 58.543303, 16.680245 | 10043901080001 | Ladda upp en bild av detta fornminne |
| Häradshammar 109:1                    | Stensättning                     |              | Häradshammar, Östergötland |       | 58.540343, 16.673615 | 10043901090001 | Ladda upp en bild av detta fornminne |
| Häradshammar 109:2                    | Stensättning                     |              | Häradshammar, Östergötland |       | 58.540328, 16.673900 | 10043901090002 | Ladda upp en bild av detta fornminne |
| Häradshammar 109:3                    | Husgrund, förhistorisk/medeltida |              | Häradshammar, Östergötland |       | 58.540629, 16.674173 | 10043901090003 | Ladda upp en bild av detta fornminne |
| Häradshammar 111:1                    | Stensättning                     |              | Häradshammar, Östergötland |       | 58.540911, 16.675615 | 10043901110001 | Ladda upp en bild av detta fornminne |
| Häradshammar 112:1                    | Stensättning                     |              | Häradshammar, Östergötland |       | 58.541049, 16.676710 | 10043901120001 | Ladda upp en bild av detta fornminne |
| Häradshammar 113:1                    | Gravfält                         |              | Häradshammar, Östergötland |       | 58.541214, 16.678504 | 10043901130001 | Ladda upp en bild av detta fornminne |
| Häradshammar 114:1                    | Stensättning                     |              | Häradshammar, Östergötland |       | 58.548294, 16.679742 | 10043901140001 | Ladda upp en bild av detta fornminne |
| Häradshammar 114:2                    | Stensättning                     |              | Häradshammar, Östergötland |       | 58.548238, 16.680066 | 10043901140002 | Ladda upp en bild av detta fornminne |
| Häradshammar 115:1                    | Stensättning                     |              | Häradshammar, Östergötland |       | 58.546424, 16.683669 | 10043901150001 | Ladda upp en bild av detta fornminne |
| Häradshammar 116:1                    | Stensättning                     |              | Häradshammar, Östergötland |       | 58.544863, 16.682651 | 10043901160001 | Ladda upp en bild av detta fornminne |
| Häradshammar 116:2                    | Stensättning                     |              | Häradshammar, Östergötland |       | 58.544757, 16.682899 | 10043901160002 | Ladda upp en bild av detta fornminne |
| Häradshammar 118:1                    | Stensättning                     |              | Häradshammar, Östergötland |       | 58.542799, 16.685065 | 10043901180001 | Ladda upp en bild av detta fornminne |
| Häradshammar 119:1                    | Stensättning                     |              | Häradshammar, Östergötland |       | 58.541697, 16.690488 | 10043901190001 | Ladda upp en bild av detta fornminne |
| Häradshammar 121:1                    | Gravfält                         |              | Häradshammar, Östergötland |       | 58.542452, 16.689578 | 10043901210001 | Ladda upp en bild av detta fornminne |
| Häradshammar 124:1                    | Stensättning                     |              | Häradshammar, Östergötland |       | 58.543153, 16.689165 | 10043901240001 | Ladda upp en bild av detta fornminne |
| Häradshammar 125:1                    | Stensättning                     |              | Häradshammar, Östergötland |       | 58.542162, 16.692255 | 10043901250001 | Ladda upp en bild av detta fornminne |
| Häradshammar 126:1                    | Stensättning                     |              | Häradshammar, Östergötland |       | 58.540903, 16.693343 | 10043901260001 | Ladda upp en bild av detta fornminne |
| Häradshammar 127:1                    | Stensättning                     |              | Häradshammar, Östergötland |       | 58.548430, 16.703380 | 10043901270001 | Ladda upp en bild av detta fornminne |
| Häradshammar 127:2                    | Stensättning                     |              | Häradshammar, Östergötland |       | 58.548337, 16.703360 | 10043901270002 | Ladda upp en bild av detta fornminne |
| Häradshammar 127:3                    | Stensättning                     |              | Häradshammar, Östergötland |       | 58.548233, 16.703343 | 10043901270003 | Ladda upp en bild av detta fornminne |
| Häradshammar 127:4                    | Stensättning                     |              | Häradshammar, Östergötland |       | 58.548123, 16.703268 | 10043901270004 | Ladda upp en bild av detta fornminne |
| Häradshammar 128:1                    | Stensättning                     |              | Häradshammar, Östergötland |       | 58.546431, 16.684944 | 10043901280001 | Ladda upp en bild av detta fornminne |
| Häradshammar 130:1                    | Gravfält                         |              | Häradshammar, Östergötland |       | 58.549285, 16.684082 | 10043901300001 | Ladda upp en bild av detta fornminne |
| Häradshammar 131:1                    | Gravfält                         |              | Häradshammar, Östergötland |       | 58.530658, 16.683159 | 10043901310001 | Ladda upp en bild av detta fornminne |
| Häradshammar 132:1                    | Stensättning                     |              | Häradshammar, Östergötland |       | 58.530349, 16.685281 | 10043901320001 | Ladda upp en bild av detta fornminne |
| Häradshammar 133:1                    | Stensättning                     |              | Häradshammar, Östergötland |       | 58.530781, 16.684257 | 10043901330001 | Ladda upp en bild av detta fornminne |
| Häradshammar 133:2                    | Stensättning                     |              | Häradshammar, Östergötland |       | 58.530763, 16.683976 | 10043901330002 | Ladda upp en bild av detta fornminne |
| Häradshammar 134:1                    | Stensättning                     |              | Häradshammar, Östergötland |       | 58.531135, 16.683275 | 10043901340001 | Ladda upp en bild av detta fornminne |
| Häradshammar 134:2                    | Stensättning                     |              | Häradshammar, Östergötland |       | 58.531253, 16.683508 | 10043901340002 | Ladda upp en bild av detta fornminne |
| Häradshammar 135:1                    | Röse                             |              | Häradshammar, Östergötland |       | 58.531505, 16.682968 | 10043901350001 | Ladda upp en bild av detta fornminne |
| Häradshammar 135:2                    | Stensättning                     |              | Häradshammar, Östergötland |       | 58.531761, 16.682569 | 10043901350002 | Ladda upp en bild av detta fornminne |
| Häradshammar 135:3                    | Stensättning                     |              | Häradshammar, Östergötland |       | 58.531529, 16.682557 | 10043901350003 | Ladda upp en bild av detta fornminne |
| Häradshammar 136:1                    | Stensättning                     |              | Häradshammar, Östergötland |       | 58.532118, 16.683416 | 10043901360001 | Ladda upp en bild av detta fornminne |
| Häradshammar 137:1                    | Stensättning                     |              | Häradshammar, Östergötland |       | 58.534134, 16.687547 | 10043901370001 | Ladda upp en bild av detta fornminne |
| Häradshammar 138:1                    | Röse                             |              | Häradshammar, Östergötland |       | 58.530076, 16.688752 | 10043901380001 | Ladda upp en bild av detta fornminne |
| Häradshammar 138:2                    | Stensättning                     |              | Häradshammar, Östergötland |       | 58.530247, 16.689104 | 10043901380002 | Ladda upp en bild av detta fornminne |
| Häradshammar 138:3                    | Stensättning                     |              | Häradshammar, Östergötland |       | 58.530322, 16.689399 | 10043901380003 | Ladda upp en bild av detta fornminne |
| Häradshammar 139:1                    | Stensättning                     |              | Häradshammar, Östergötland |       | 58.536552, 16.705884 | 10043901390001 | Ladda upp en bild av detta fornminne |
| Häradshammar 140:1                    | Stensättning                     |              | Häradshammar, Östergötland |       | 58.535508, 16.703793 | 10043901400001 | Ladda upp en bild av detta fornminne |
| Häradshammar 141:1                    | Stensättning                     |              | Häradshammar, Östergötland |       | 58.529878, 16.712047 | 10043901410001 | Ladda upp en bild av detta fornminne |
| Häradshammar 142:1                    | Stensättning                     |              | Häradshammar, Östergötland |       | 58.530874, 16.731606 | 10043901420001 | Ladda upp en bild av detta fornminne |
| Häradshammar 144:1                    | Stensättning                     |              | Häradshammar, Östergötland |       | 58.545420, 16.707486 | 10043901440001 | Ladda upp en bild av detta fornminne |
| Häradshammar 145:1                    | Stensättning                     |              | Häradshammar, Östergötland |       | 58.541978, 16.721693 | 10043901450001 | Ladda upp en bild av detta fornminne |
| Häradshammar 146:1                    | Stensättning                     |              | Häradshammar, Östergötland |       | 58.542291, 16.721884 | 10043901460001 | Ladda upp en bild av detta fornminne |
| Häradshammar 147:1                    | Stensättning                     |              | Häradshammar, Östergötland |       | 58.542396, 16.722580 | 10043901470001 | Ladda upp en bild av detta fornminne |
| Häradshammar 147:2                    | Stensättning                     |              | Häradshammar, Östergötland |       | 58.542242, 16.722477 | 10043901470002 | Ladda upp en bild av detta fornminne |
| Häradshammar 147:3                    | Stensättning                     |              | Häradshammar, Östergötland |       | 58.542447, 16.722853 | 10043901470003 | Ladda upp en bild av detta fornminne |
| Häradshammar 148:1                    | Gravfält                         |              | Häradshammar, Östergötland |       | 58.540008, 16.719890 | 10043901480001 | Ladda upp en bild av detta fornminne |
| Häradshammar 149:1                    | Stensättning                     |              | Häradshammar, Östergötland |       | 58.539444, 16.721691 | 10043901490001 | Ladda upp en bild av detta fornminne |
| Häradshammar 150:1                    | Stensättning                     |              | Häradshammar, Östergötland |       | 58.539362, 16.724805 | 10043901500001 | Ladda upp en bild av detta fornminne |
| Häradshammar 151:1                    | Stensättning                     |              | Häradshammar, Östergötland |       | 58.537928, 16.726209 | 10043901510001 | Ladda upp en bild av detta fornminne |
| Häradshammar 152:1                    | Stensättning                     |              | Häradshammar, Östergötland |       | 58.536805, 16.730476 | 10043901520001 | Ladda upp en bild av detta fornminne |
| Häradshammar 153:1                    | Stensättning                     |              | Häradshammar, Östergötland |       | 58.535771, 16.732338 | 10043901530001 | Ladda upp en bild av detta fornminne |
| Häradshammar 154:1                    | Stensättning                     |              | Häradshammar, Östergötland |       | 58.534118, 16.740346 | 10043901540001 | Ladda upp en bild av detta fornminne |
| Häradshammar 155:1                    | Stensättning                     |              | Häradshammar, Östergötland |       | 58.534318, 16.744374 | 10043901550001 | Ladda upp en bild av detta fornminne |
| Häradshammar 156:1                    | Stensättning                     |              | Häradshammar, Östergötland |       | 58.535583, 16.745775 | 10043901560001 | Ladda upp en bild av detta fornminne |
| Häradshammar 156:2                    | Stensättning                     |              | Häradshammar, Östergötland |       | 58.535735, 16.745851 | 10043901560002 | Ladda upp en bild av detta fornminne |
| Häradshammar 156:3                    | Stensättning                     |              | Häradshammar, Östergötland |       | 58.535841, 16.745841 | 10043901560003 | Ladda upp en bild av detta fornminne |
| Häradshammar 156:4                    | Stensättning                     |              | Häradshammar, Östergötland |       | 58.535962, 16.745868 | 10043901560004 | Ladda upp en bild av detta fornminne |
| Häradshammar 156:5                    | Stensättning                     |              | Häradshammar, Östergötland |       | 58.535324, 16.745787 | 10043901560005 | Ladda upp en bild av detta fornminne |
| Häradshammar 157:1                    | Stensättning                     |              | Häradshammar, Östergötland |       | 58.536197, 16.745332 | 10043901570001 | Ladda upp en bild av detta fornminne |
| Häradshammar 157:2                    | Stensättning                     |              | Häradshammar, Östergötland |       | 58.536480, 16.745391 | 10043901570002 | Ladda upp en bild av detta fornminne |
| Häradshammar 157:3                    | Stensättning                     |              | Häradshammar, Östergötland |       | 58.536494, 16.745724 | 10043901570003 | Ladda upp en bild av detta fornminne |
| Häradshammar 157:4                    | Stensättning                     |              | Häradshammar, Östergötland |       | 58.536074, 16.745822 | 10043901570004 | Ladda upp en bild av detta fornminne |
| Häradshammar 159:1                    | Stensättning                     |              | Häradshammar, Östergötland |       | 58.527445, 16.711510 | 10043901590001 | Ladda upp en bild av detta fornminne |
| Häradshammar 160:1                    | Gravfält                         |              | Häradshammar, Östergötland |       | 58.527154, 16.708850 | 10043901600001 | Ladda upp en bild av detta fornminne |
| Häradshammar 162:1                    | Hög                              |              | Häradshammar, Östergötland |       | 58.525641, 16.741180 | 10043901620001 | Ladda upp en bild av detta fornminne |
| Häradshammar 162:2                    | Stensättning                     |              | Häradshammar, Östergötland |       | 58.525739, 16.741242 | 10043901620002 | Ladda upp en bild av detta fornminne |
| Häradshammar 162:3                    | Stensättning                     |              | Häradshammar, Östergötland |       | 58.525839, 16.741169 | 10043901620003 | Ladda upp en bild av detta fornminne |
| Häradshammar 162:4                    | Stensättning                     |              | Häradshammar, Östergötland |       | 58.525980, 16.740965 | 10043901620004 | Ladda upp en bild av detta fornminne |
| Häradshammar 163:1                    | Stensättning                     |              | Häradshammar, Östergötland |       | 58.526394, 16.742318 | 10043901630001 | Ladda upp en bild av detta fornminne |
| Häradshammar 165:1                    | Stensättning                     |              | Häradshammar, Östergötland |       | 58.523713, 16.746632 | 10043901650001 | Ladda upp en bild av detta fornminne |
| Häradshammar 165:2                    | Stensättning                     |              | Häradshammar, Östergötland |       | 58.523624, 16.746743 | 10043901650002 | Ladda upp en bild av detta fornminne |
| Häradshammar 166:1                    | Gravfält                         |              | Häradshammar, Östergötland |       | 58.524853, 16.713801 | 10043901660001 | Ladda upp en bild av detta fornminne |
| Häradshammar 167:1                    | Stensättning                     |              | Häradshammar, Östergötland |       | 58.516685, 16.720965 | 10043901670001 | Ladda upp en bild av detta fornminne |
| Häradshammar 168:1                    | Stensättning                     |              | Häradshammar, Östergötland |       | 58.514408, 16.732039 | 10043901680001 | Ladda upp en bild av detta fornminne |
| Häradshammar 170:1                    | Stensättning                     |              | Häradshammar, Östergötland |       | 58.508530, 16.716062 | 10043901700001 | Ladda upp en bild av detta fornminne |
| Häradshammar 170:2                    | Stensättning                     |              | Häradshammar, Östergötland |       | 58.508632, 16.716048 | 10043901700002 | Ladda upp en bild av detta fornminne |
| Häradshammar 170:3                    | Stensättning                     |              | Häradshammar, Östergötland |       | 58.508726, 16.716002 | 10043901700003 | Ladda upp en bild av detta fornminne |
| Häradshammar 171:1                    | Stensättning                     |              | Häradshammar, Östergötland |       | 58.507409, 16.716905 | 10043901710001 | Ladda upp en bild av detta fornminne |
| Häradshammar 171:2                    | Stensättning                     |              | Häradshammar, Östergötland |       | 58.507474, 16.717054 | 10043901710002 | Ladda upp en bild av detta fornminne |
| Häradshammar 172:1                    | Röse                             |              | Häradshammar, Östergötland |       | 58.522412, 16.701475 | 10043901720001 | Ladda upp en bild av detta fornminne |
| Häradshammar 173:1                    | Stensättning                     |              | Häradshammar, Östergötland |       | 58.526594, 16.693066 | 10043901730001 | Ladda upp en bild av detta fornminne |
| Häradshammar 174:1                    | Stensättning                     |              | Häradshammar, Östergötland |       | 58.528563, 16.685307 | 10043901740001 | Ladda upp en bild av detta fornminne |
| Häradshammar 174:2                    | Stensättning                     |              | Häradshammar, Östergötland |       | 58.528260, 16.685053 | 10043901740002 | Ladda upp en bild av detta fornminne |
| Häradshammar 174:4                    | Grav markerad av sten/block      |              | Häradshammar, Östergötland |       | 58.528190, 16.685278 | 10043901740004 | Ladda upp en bild av detta fornminne |
| Häradshammar 174:5                    | Stensättning                     |              | Häradshammar, Östergötland |       | 58.528483, 16.685156 | 10043901740005 | Ladda upp en bild av detta fornminne |
| Häradshammar 176:1                    | Stensättning                     |              | Häradshammar, Östergötland |       | 58.525933, 16.685571 | 10043901760001 | Ladda upp en bild av detta fornminne |
| Häradshammar 177:1                    | Gravfält                         |              | Häradshammar, Östergötland |       | 58.525208, 16.685347 | 10043901770001 | Ladda upp en bild av detta fornminne |
| Häradshammar 177:2                    | Stensättning                     |              | Häradshammar, Östergötland |       | 58.525073, 16.685099 | 10043901770002 | Ladda upp en bild av detta fornminne |
| Häradshammar 178:1                    | Röse                             |              | Häradshammar, Östergötland |       | 58.524504, 16.685327 | 10043901780001 | Ladda upp en bild av detta fornminne |
| Häradshammar 178:2                    | Röse                             |              | Häradshammar, Östergötland |       | 58.524439, 16.685883 | 10043901780002 | Ladda upp en bild av detta fornminne |
| Häradshammar 179:1                    | Stensättning                     |              | Häradshammar, Östergötland |       | 58.524988, 16.683860 | 10043901790001 | Ladda upp en bild av detta fornminne |
| Häradshammar 180:1                    | Stensättning                     |              | Häradshammar, Östergötland |       | 58.524532, 16.672980 | 10043901800001 | Ladda upp en bild av detta fornminne |
| Häradshammar 181:1                    | Stensättning                     |              | Häradshammar, Östergötland |       | 58.527135, 16.678311 | 10043901810001 | Ladda upp en bild av detta fornminne |
| Häradshammar 181:2                    | Fornborg                         |              | Häradshammar, Östergötland |       | 58.527310, 16.678016 | 10043901810002 | Ladda upp en bild av detta fornminne |
| Häradshammar 182:1                    | Stensättning                     |              | Häradshammar, Östergötland |       | 58.527276, 16.676898 | 10043901820001 | Ladda upp en bild av detta fornminne |
| Häradshammar 183:1                    | Gravfält                         |              | Häradshammar, Östergötland |       | 58.527407, 16.679070 | 10043901830001 | Ladda upp en bild av detta fornminne |
| Häradshammar 186:1                    | Fornborg                         |              | Häradshammar, Östergötland |       | 58.524012, 16.670988 | 10043901860001 | Ladda upp en bild av detta fornminne |
| Häradshammar 188:1                    | Stensättning                     |              | Häradshammar, Östergötland |       | 58.515474, 16.679120 | 10043901880001 | Ladda upp en bild av detta fornminne |
| Häradshammar 193:1                    | Stensättning                     |              | Häradshammar, Östergötland |       | 58.525898, 16.686477 | 10043901930001 | Ladda upp en bild av detta fornminne |
| Häradshammar 194:1                    | Stensättning                     |              | Häradshammar, Östergötland |       | 58.520838, 16.631199 | 10043901940001 | Ladda upp en bild av detta fornminne |
| Häradshammar 194:2                    | Stensättning                     |              | Häradshammar, Östergötland |       | 58.520917, 16.631675 | 10043901940002 | Ladda upp en bild av detta fornminne |
| Häradshammar 194:3                    | Stensättning                     |              | Häradshammar, Östergötland |       | 58.521142, 16.631665 | 10043901940003 | Ladda upp en bild av detta fornminne |
| Häradshammar 195:1                    | Gravfält                         |              | Häradshammar, Östergötland |       | 58.517872, 16.623680 | 10043901950001 | Ladda upp en bild av detta fornminne |
| Häradshammar 196:1                    | Gravfält                         |              | Häradshammar, Östergötland |       | 58.526118, 16.577770 | 10043901960001 | Ladda upp en bild av detta fornminne |
| Häradshammar 197:1                    | Gravfält                         |              | Häradshammar, Östergötland |       | 58.525750, 16.580225 | 10043901970001 | Ladda upp en bild av detta fornminne |
| Häradshammar 200:1                    | Hällristning                     |              | Häradshammar, Östergötland |       | 58.543073, 16.665822 | 10043902000001 | Ladda upp en bild av detta fornminne |
| Häradshammar 201:1                    | Stensättning                     |              | Häradshammar, Östergötland |       | 58.553383, 16.652977 | 10043902010001 | Ladda upp en bild av detta fornminne |
| Häradshammar 201:2                    | Stensättning                     |              | Häradshammar, Östergötland |       | 58.553293, 16.653170 | 10043902010002 | Ladda upp en bild av detta fornminne |
| Häradshammar 201:3                    | Stensättning                     |              | Häradshammar, Östergötland |       | 58.553320, 16.652540 | 10043902010003 | Ladda upp en bild av detta fornminne |
| Häradshammar 201:4                    | Stensättning                     |              | Häradshammar, Östergötland |       | 58.553351, 16.652357 | 10043902010004 | Ladda upp en bild av detta fornminne |
| Häradshammar 202:1                    | Stensättning                     |              | Häradshammar, Östergötland |       | 58.552405, 16.653624 | 10043902020001 | Ladda upp en bild av detta fornminne |
| Häradshammar 203:1                    | Gravfält                         |              | Häradshammar, Östergötland |       | 58.549021, 16.651688 | 10043902030001 | Ladda upp en bild av detta fornminne |
| Hagen: Kallhagen (Häradshammar 204:1) | Gravfält                         |              | Häradshammar, Östergötland |       | 58.548707, 16.650565 | 10043902040001 | Ladda upp en bild av detta fornminne |
| Häradshammar 205:1                    | Gravfält                         |              | Häradshammar, Östergötland |       | 58.546547, 16.655120 | 10043902050001 | Ladda upp en bild av detta fornminne |
| Häradshammar 206:1                    | Stensättning                     |              | Häradshammar, Östergötland |       | 58.546450, 16.658746 | 10043902060001 | Ladda upp en bild av detta fornminne |
| Häradshammar 206:2                    | Stensättning                     |              | Häradshammar, Östergötland |       | 58.546466, 16.658990 | 10043902060002 | Ladda upp en bild av detta fornminne |
| Häradshammar 207:1                    | Stensättning                     |              | Häradshammar, Östergötland |       | 58.550741, 16.642927 | 10043902070001 | Ladda upp en bild av detta fornminne |
| Häradshammar 207:2                    | Stensättning                     |              | Häradshammar, Östergötland |       | 58.550684, 16.643066 | 10043902070002 | Ladda upp en bild av detta fornminne |
| Häradshammar 207:3                    | Stensättning                     |              | Häradshammar, Östergötland |       | 58.550402, 16.643420 | 10043902070003 | Ladda upp en bild av detta fornminne |
| Häradshammar 208:1                    | Stensättning                     |              | Häradshammar, Östergötland |       | 58.542618, 16.649026 | 10043902080001 | Ladda upp en bild av detta fornminne |
| Häradshammar 208:2                    | Stensättning                     |              | Häradshammar, Östergötland |       | 58.542528, 16.649392 | 10043902080002 | Ladda upp en bild av detta fornminne |
| Häradshammar 209:1                    | Stensättning                     |              | Häradshammar, Östergötland |       | 58.542344, 16.647781 | 10043902090001 | Ladda upp en bild av detta fornminne |
| Häradshammar 211:1                    | Stensättning                     |              | Häradshammar, Östergötland |       | 58.541116, 16.648598 | 10043902110001 | Ladda upp en bild av detta fornminne |
| Häradshammar 212:1                    | Gravfält                         |              | Häradshammar, Östergötland |       | 58.539896, 16.646365 | 10043902120001 | Ladda upp en bild av detta fornminne |
| Häradshammar 213:1                    | Stensättning                     |              | Häradshammar, Östergötland |       | 58.539352, 16.646156 | 10043902130001 | Ladda upp en bild av detta fornminne |
| Häradshammar 213:2                    | Stensättning                     |              | Häradshammar, Östergötland |       | 58.539454, 16.646007 | 10043902130002 | Ladda upp en bild av detta fornminne |
| Häradshammar 214:1                    | Stensättning                     |              | Häradshammar, Östergötland |       | 58.540340, 16.637415 | 10043902140001 | Ladda upp en bild av detta fornminne |
| Häradshammar 214:2                    | Stensättning                     |              | Häradshammar, Östergötland |       | 58.540139, 16.637986 | 10043902140002 | Ladda upp en bild av detta fornminne |
| Häradshammar 214:3                    | Stensättning                     |              | Häradshammar, Östergötland |       | 58.540055, 16.638166 | 10043902140003 | Ladda upp en bild av detta fornminne |
| Häradshammar 214:4                    | Stensättning                     |              | Häradshammar, Östergötland |       | 58.540093, 16.637446 | 10043902140004 | Ladda upp en bild av detta fornminne |
| Häradshammar 215:1                    | Gravfält                         |              | Häradshammar, Östergötland |       | 58.541362, 16.637157 | 10043902150001 | Ladda upp en bild av detta fornminne |
| Häradshammar 216:1                    | Gravfält                         |              | Häradshammar, Östergötland |       | 58.537733, 16.621401 | 10043902160001 | Ladda upp en bild av detta fornminne |
| Häradshammar 217:1                    | Stensättning                     |              | Häradshammar, Östergötland |       | 58.535948, 16.628063 | 10043902170001 | Ladda upp en bild av detta fornminne |
| Häradshammar 218:1                    | Stensättning                     |              | Häradshammar, Östergötland |       | 58.538275, 16.628396 | 10043902180001 | Ladda upp en bild av detta fornminne |
| Häradshammar 219:1                    | Stensättning                     |              | Häradshammar, Östergötland |       | 58.538522, 16.629163 | 10043902190001 | Ladda upp en bild av detta fornminne |
| Häradshammar 219:2                    | Stensättning                     |              | Häradshammar, Östergötland |       | 58.538836, 16.628966 | 10043902190002 | Ladda upp en bild av detta fornminne |
| Häradshammar 219:3                    | Stensättning                     |              | Häradshammar, Östergötland |       | 58.539228, 16.628929 | 10043902190003 | Ladda upp en bild av detta fornminne |
| Häradshammar 222:1                    | Runristning                      |              | Häradshammar, Östergötland |       | 58.538859, 16.636479 | 10043902220001 | Ladda upp en bild av detta fornminne |
| Häradshammar 223:1                    | Stensättning                     |              | Häradshammar, Östergötland |       | 58.535420, 16.631260 | 10043902230001 | Ladda upp en bild av detta fornminne |
| Häradshammar 223:2                    | Stensättning                     |              | Häradshammar, Östergötland |       | 58.535317, 16.630984 | 10043902230002 | Ladda upp en bild av detta fornminne |
| Häradshammar 223:3                    | Röse                             |              | Häradshammar, Östergötland |       | 58.535342, 16.631729 | 10043902230003 | Ladda upp en bild av detta fornminne |
| Häradshammar 224:1                    | Stensättning                     |              | Häradshammar, Östergötland |       | 58.533491, 16.629177 | 10043902240001 | Ladda upp en bild av detta fornminne |
| Häradshammar 224:2                    | Stensättning                     |              | Häradshammar, Östergötland |       | 58.533392, 16.629549 | 10043902240002 | Ladda upp en bild av detta fornminne |
| Häradshammar 224:3                    | Grav markerad av sten/block      |              | Häradshammar, Östergötland |       | 58.533491, 16.629177 | 10043902240003 | Ladda upp en bild av detta fornminne |
| Häradshammar 225:1                    | Stensättning                     |              | Häradshammar, Östergötland |       | 58.532497, 16.622292 | 10043902250001 | Ladda upp en bild av detta fornminne |
| Häradshammar 225:2                    | Stensättning                     |              | Häradshammar, Östergötland |       | 58.532268, 16.622957 | 10043902250002 | Ladda upp en bild av detta fornminne |
| Häradshammar 227:1                    | Gravfält                         |              | Häradshammar, Östergötland |       | 58.531604, 16.625866 | 10043902270001 | Ladda upp en bild av detta fornminne |
| Häradshammar 230:1                    | Stensättning                     |              | Häradshammar, Östergötland |       | 58.531699, 16.630283 | 10043902300001 | Ladda upp en bild av detta fornminne |
| Häradshammar 230:2                    | Stensättning                     |              | Häradshammar, Östergötland |       | 58.531704, 16.629898 | 10043902300002 | Ladda upp en bild av detta fornminne |
| Häradshammar 231:1                    | Stensättning                     |              | Häradshammar, Östergötland |       | 58.532131, 16.630482 | 10043902310001 | Ladda upp en bild av detta fornminne |
| Häradshammar 232:1                    | Stensättning                     |              | Häradshammar, Östergötland |       | 58.535891, 16.638134 | 10043902320001 | Ladda upp en bild av detta fornminne |
| Häradshammar 233:1                    | Stensättning                     |              | Häradshammar, Östergötland |       | 58.538275, 16.645029 | 10043902330001 | Ladda upp en bild av detta fornminne |
| Häradshammar 233:2                    | Stensättning                     |              | Häradshammar, Östergötland |       | 58.538215, 16.645580 | 10043902330002 | Ladda upp en bild av detta fornminne |
| Häradshammar 234:1                    | Stensättning                     |              | Häradshammar, Östergötland |       | 58.518523, 16.613734 | 10043902340001 | Ladda upp en bild av detta fornminne |
| Häradshammar 235:1                    | Stensättning                     |              | Häradshammar, Östergötland |       | 58.518337, 16.620443 | 10043902350001 | Ladda upp en bild av detta fornminne |
| Häradshammar 235:2                    | Stensättning                     |              | Häradshammar, Östergötland |       | 58.518071, 16.620870 | 10043902350002 | Ladda upp en bild av detta fornminne |
| Häradshammar 235:3                    | Stensättning                     |              | Häradshammar, Östergötland |       | 58.517953, 16.621066 | 10043902350003 | Ladda upp en bild av detta fornminne |
| Häradshammar 237:1                    | Stensättning                     |              | Häradshammar, Östergötland |       | 58.518307, 16.619237 | 10043902370001 | Ladda upp en bild av detta fornminne |
| Häradshammar 238:1                    | Stensättning                     |              | Häradshammar, Östergötland |       | 58.519415, 16.616582 | 10043902380001 | Ladda upp en bild av detta fornminne |
| Häradshammar 238:2                    | Stensättning                     |              | Häradshammar, Östergötland |       | 58.519274, 16.616296 | 10043902380002 | Ladda upp en bild av detta fornminne |
| Häradshammar 238:3                    | Stensättning                     |              | Häradshammar, Östergötland |       | 58.519251, 16.616625 | 10043902380003 | Ladda upp en bild av detta fornminne |
| Häradshammar 239:1                    | Stensättning                     |              | Häradshammar, Östergötland |       | 58.521341, 16.618910 | 10043902390001 | Ladda upp en bild av detta fornminne |
| Häradshammar 240:1                    | Stensättning                     |              | Häradshammar, Östergötland |       | 58.523142, 16.619165 | 10043902400001 | Ladda upp en bild av detta fornminne |
| Häradshammar 240:2                    | Stensättning                     |              | Häradshammar, Östergötland |       | 58.523114, 16.618917 | 10043902400002 | Ladda upp en bild av detta fornminne |
| Häradshammar 241:1                    | Stensättning                     |              | Häradshammar, Östergötland |       | 58.530090, 16.619061 | 10043902410001 | Ladda upp en bild av detta fornminne |
| Häradshammar 242:1                    | Gravfält                         |              | Häradshammar, Östergötland |       | 58.529278, 16.618684 | 10043902420001 | Ladda upp en bild av detta fornminne |
| Häradshammar 243:1                    | Stensättning                     |              | Häradshammar, Östergötland |       | 58.529738, 16.620678 | 10043902430001 | Ladda upp en bild av detta fornminne |
| Häradshammar 243:2                    | Stensättning                     |              | Häradshammar, Östergötland |       | 58.529668, 16.620217 | 10043902430002 | Ladda upp en bild av detta fornminne |
| Häradshammar 243:3                    | Stensättning                     |              | Häradshammar, Östergötland |       | 58.529608, 16.620343 | 10043902430003 | Ladda upp en bild av detta fornminne |
| Häradshammar 246:1                    | Röse                             |              | Häradshammar, Östergötland |       | 58.524035, 16.645287 | 10043902460001 | Ladda upp en bild av detta fornminne |
| Häradshammar 246:2                    | Stensättning                     |              | Häradshammar, Östergötland |       | 58.524043, 16.644964 | 10043902460002 | Ladda upp en bild av detta fornminne |
| Häradshammar 248:1                    | Stensättning                     |              | Häradshammar, Östergötland |       | 58.523226, 16.640543 | 10043902480001 | Ladda upp en bild av detta fornminne |
| Häradshammar 250:1                    | Stensättning                     |              | Häradshammar, Östergötland |       | 58.528489, 16.628075 | 10043902500001 | Ladda upp en bild av detta fornminne |
| Häradshammar 251:1                    | Stensättning                     |              | Häradshammar, Östergötland |       | 58.527594, 16.624622 | 10043902510001 | Ladda upp en bild av detta fornminne |
| Häradshammar 251:2                    | Stensättning                     |              | Häradshammar, Östergötland |       | 58.527575, 16.625399 | 10043902510002 | Ladda upp en bild av detta fornminne |
| Häradshammar 251:3                    | Stensättning                     |              | Häradshammar, Östergötland |       | 58.527272, 16.624608 | 10043902510003 | Ladda upp en bild av detta fornminne |
| Häradshammar 257:1                    | Gravfält                         |              | Häradshammar, Östergötland |       | 58.523143, 16.623849 | 10043902570001 | Ladda upp en bild av detta fornminne |
| Häradshammar 259:1                    | Gravfält                         |              | Häradshammar, Östergötland |       | 58.523266, 16.627994 | 10043902590001 | Ladda upp en bild av detta fornminne |
| Häradshammar 261:1                    | Stensättning                     |              | Häradshammar, Östergötland |       | 58.523984, 16.628481 | 10043902610001 | Ladda upp en bild av detta fornminne |
| Häradshammar 261:2                    | Stensättning                     |              | Häradshammar, Östergötland |       | 58.524205, 16.628662 | 10043902610002 | Ladda upp en bild av detta fornminne |
| Häradshammar 263:1                    | Stensättning                     |              | Häradshammar, Östergötland |       | 58.520690, 16.630339 | 10043902630001 | Ladda upp en bild av detta fornminne |
| Häradshammar 263:2                    | Stensättning                     |              | Häradshammar, Östergötland |       | 58.520980, 16.630420 | 10043902630002 | Ladda upp en bild av detta fornminne |
| Häradshammar 264:1                    | Gravfält                         |              | Häradshammar, Östergötland |       | 58.516890, 16.756772 | 10043902640001 | Ladda upp en bild av detta fornminne |
| Häradshammar 265:1                    | Stensättning                     |              | Häradshammar, Östergötland |       | 58.513726, 16.755177 | 10043902650001 | Ladda upp en bild av detta fornminne |
| Häradshammar 266:1                    | Stensättning                     |              | Häradshammar, Östergötland |       | 58.518854, 16.755726 | 10043902660001 | Ladda upp en bild av detta fornminne |
| Häradshammar 266:2                    | Stensättning                     |              | Häradshammar, Östergötland |       | 58.518969, 16.755848 | 10043902660002 | Ladda upp en bild av detta fornminne |
| Häradshammar 267:1                    | Stensättning                     |              | Häradshammar, Östergötland |       | 58.524869, 16.684941 | 10043902670001 | Ladda upp en bild av detta fornminne |
| Häradshammar 267:2                    | Stensättning                     |              | Häradshammar, Östergötland |       | 58.524619, 16.684945 | 10043902670002 | Ladda upp en bild av detta fornminne |
| Häradshammar 267:3                    | Stensättning                     |              | Häradshammar, Östergötland |       | 58.524858, 16.685135 | 10043902670003 | Ladda upp en bild av detta fornminne |
| Häradshammar 268:1                    | Stensättning                     |              | Häradshammar, Östergötland |       | 58.563409, 16.665787 | 10043902680001 | Ladda upp en bild av detta fornminne |
| Häradshammar 269:1                    | Stensättning                     |              | Häradshammar, Östergötland |       | 58.529644, 16.684809 | 10043902690001 | Ladda upp en bild av detta fornminne |
| Häradshammar 269:2                    | Stensättning                     |              | Häradshammar, Östergötland |       | 58.529733, 16.684924 | 10043902690002 | Ladda upp en bild av detta fornminne |
| Häradshammar 271:1                    | Stensättning                     |              | Häradshammar, Östergötland |       | 58.528413, 16.619718 | 10043902710001 | Ladda upp en bild av detta fornminne |
| Häradshammar 271:2                    | Stensättning                     |              | Häradshammar, Östergötland |       | 58.528528, 16.619626 | 10043902710002 | Ladda upp en bild av detta fornminne |
| Häradshammar 272:1                    | Stensättning                     |              | Häradshammar, Östergötland |       | 58.528024, 16.620608 | 10043902720001 | Ladda upp en bild av detta fornminne |
| Häradshammar 273:1                    | Gravfält                         |              | Häradshammar, Östergötland |       | 58.559383, 16.599754 | 10043902730001 | Ladda upp en bild av detta fornminne |
| Häradshammar 274:1                    | Stensättning                     |              | Häradshammar, Östergötland |       | 58.527230, 16.625743 | 10043902740001 | Ladda upp en bild av detta fornminne |
| Häradshammar 275:1                    | Stensättning                     |              | Häradshammar, Östergötland |       | 58.527698, 16.627591 | 10043902750001 | Ladda upp en bild av detta fornminne |
| Häradshammar 276:1                    | Stensättning                     |              | Häradshammar, Östergötland |       | 58.526240, 16.631691 | 10043902760001 | Ladda upp en bild av detta fornminne |
| Häradshammar 277:1                    | Stensättning                     |              | Häradshammar, Östergötland |       | 58.562134, 16.605686 | 10043902770001 | Ladda upp en bild av detta fornminne |
| Häradshammar 281:1                    | Stensättning                     |              | Häradshammar, Östergötland |       | 58.559922, 16.621635 | 10043902810001 | Ladda upp en bild av detta fornminne |
| Häradshammar 281:2                    | Stensättning                     |              | Häradshammar, Östergötland |       | 58.559863, 16.621043 | 10043902810002 | Ladda upp en bild av detta fornminne |
| Häradshammar 283:1                    | Stensättning                     |              | Häradshammar, Östergötland |       | 58.555315, 16.598593 | 10043902830001 | Ladda upp en bild av detta fornminne |
| Häradshammar 284:1                    | Stensättning                     |              | Häradshammar, Östergötland |       | 58.564938, 16.601405 | 10043902840001 | Ladda upp en bild av detta fornminne |
| Häradshammar 287:1                    | Stensättning                     |              | Häradshammar, Östergötland |       | 58.557899, 16.621627 | 10043902870001 | Ladda upp en bild av detta fornminne |
| Häradshammar 288:1                    | Stensättning                     |              | Häradshammar, Östergötland |       | 58.553610, 16.634187 | 10043902880001 | Ladda upp en bild av detta fornminne |
| Häradshammar 289:2                    | Husgrund, förhistorisk/medeltida |              | Häradshammar, Östergötland |       | 58.566145, 16.634367 | 10043902890002 | Ladda upp en bild av detta fornminne |
| Häradshammar 290:1                    | Fornborg                         |              | Häradshammar, Östergötland |       | 58.567516, 16.634825 | 10043902900001 | Ladda upp en bild av detta fornminne |
| Häradshammar 294:1                    | Stensättning                     |              | Häradshammar, Östergötland |       | 58.551417, 16.636258 | 10043902940001 | Ladda upp en bild av detta fornminne |
| Häradshammar 295:1                    | Stensättning                     |              | Häradshammar, Östergötland |       | 58.553053, 16.655297 | 10043902950001 | Ladda upp en bild av detta fornminne |
| Häradshammar 296:1                    | Stensättning                     |              | Häradshammar, Östergötland |       | 58.551911, 16.642735 | 10043902960001 | Ladda upp en bild av detta fornminne |
| Häradshammar 296:2                    | Hällristning                     |              | Häradshammar, Östergötland |       | 58.551799, 16.642723 | 10043902960002 | Ladda upp en bild av detta fornminne |
| Häradshammar 297:1                    | Stensättning                     |              | Häradshammar, Östergötland |       | 58.553001, 16.652716 | 10043902970001 | Ladda upp en bild av detta fornminne |
| Häradshammar 297:2                    | Stensättning                     |              | Häradshammar, Östergötland |       | 58.552842, 16.652810 | 10043902970002 | Ladda upp en bild av detta fornminne |
| Häradshammar 297:3                    | Stensättning                     |              | Häradshammar, Östergötland |       | 58.552818, 16.652594 | 10043902970003 | Ladda upp en bild av detta fornminne |
| Häradshammar 299:1                    | Gravfält                         |              | Häradshammar, Östergötland |       | 58.557745, 16.614645 | 10043902990001 | Ladda upp en bild av detta fornminne |
| Häradshammar 301:1                    | Gravfält                         |              | Häradshammar, Östergötland |       | 58.550273, 16.656242 | 10043903010001 | Ladda upp en bild av detta fornminne |
| Häradshammar 303:1                    | Stensättning                     |              | Häradshammar, Östergötland |       | 58.548697, 16.653654 | 10043903030001 | Ladda upp en bild av detta fornminne |
| Häradshammar 305:1                    | Stensättning                     |              | Häradshammar, Östergötland |       | 58.550738, 16.648839 | 10043903050001 | Ladda upp en bild av detta fornminne |
| Häradshammar 308:1                    | Stensättning                     |              | Häradshammar, Östergötland |       | 58.551966, 16.649652 | 10043903080001 | Ladda upp en bild av detta fornminne |
| Häradshammar 309:1                    | Stensättning                     |              | Häradshammar, Östergötland |       | 58.551482, 16.654326 | 10043903090001 | Ladda upp en bild av detta fornminne |
| Häradshammar 309:2                    | Stensättning                     |              | Häradshammar, Östergötland |       | 58.551331, 16.654376 | 10043903090002 | Ladda upp en bild av detta fornminne |
| Häradshammar 310:1                    | Stensättning                     |              | Häradshammar, Östergötland |       | 58.550148, 16.660769 | 10043903100001 | Ladda upp en bild av detta fornminne |
| Häradshammar 311:1                    | Stensättning                     |              | Häradshammar, Östergötland |       | 58.548436, 16.658153 | 10043903110001 | Ladda upp en bild av detta fornminne |
| Häradshammar 312:1                    | Stensättning                     |              | Häradshammar, Östergötland |       | 58.545907, 16.658377 | 10043903120001 | Ladda upp en bild av detta fornminne |
| Häradshammar 314:1                    | Stensättning                     |              | Häradshammar, Östergötland |       | 58.537365, 16.646250 | 10043903140001 | Ladda upp en bild av detta fornminne |
| Häradshammar 315:1                    | Stensättning                     |              | Häradshammar, Östergötland |       | 58.539363, 16.649544 | 10043903150001 | Ladda upp en bild av detta fornminne |
| Häradshammar 321:1                    | Stensättning                     |              | Häradshammar, Östergötland |       | 58.539579, 16.639183 | 10043903210001 | Ladda upp en bild av detta fornminne |
| Häradshammar 321:2                    | Stensättning                     |              | Häradshammar, Östergötland |       | 58.539518, 16.639256 | 10043903210002 | Ladda upp en bild av detta fornminne |
| Häradshammar 321:3                    | Stensättning                     |              | Häradshammar, Östergötland |       | 58.539450, 16.639298 | 10043903210003 | Ladda upp en bild av detta fornminne |
| Häradshammar 321:4                    | Stensättning                     |              | Häradshammar, Östergötland |       | 58.539394, 16.639340 | 10043903210004 | Ladda upp en bild av detta fornminne |
| Häradshammar 322:1                    | Stensättning                     |              | Häradshammar, Östergötland |       | 58.541762, 16.639702 | 10043903220001 | Ladda upp en bild av detta fornminne |
| Häradshammar 322:2                    | Stensättning                     |              | Häradshammar, Östergötland |       | 58.541689, 16.639958 | 10043903220002 | Ladda upp en bild av detta fornminne |
| Häradshammar 323:1                    | Stensättning                     |              | Häradshammar, Östergötland |       | 58.539771, 16.642743 | 10043903230001 | Ladda upp en bild av detta fornminne |
| Häradshammar 323:2                    | Stensättning                     |              | Häradshammar, Östergötland |       | 58.539911, 16.642508 | 10043903230002 | Ladda upp en bild av detta fornminne |
| Häradshammar 323:3                    | Stensättning                     |              | Häradshammar, Östergötland |       | 58.539878, 16.642969 | 10043903230003 | Ladda upp en bild av detta fornminne |
| Häradshammar 328:1                    | Stensättning                     |              | Häradshammar, Östergötland |       | 58.545722, 16.630215 | 10043903280001 | Ladda upp en bild av detta fornminne |
| Häradshammar 328:2                    | Stensättning                     |              | Häradshammar, Östergötland |       | 58.545860, 16.630172 | 10043903280002 | Ladda upp en bild av detta fornminne |
| Häradshammar 328:3                    | Stensättning                     |              | Häradshammar, Östergötland |       | 58.545899, 16.629924 | 10043903280003 | Ladda upp en bild av detta fornminne |
| Häradshammar 331:1                    | Stensättning                     |              | Häradshammar, Östergötland |       | 58.542524, 16.624383 | 10043903310001 | Ladda upp en bild av detta fornminne |
| Häradshammar 332:1                    | Gravfält                         |              | Häradshammar, Östergötland |       | 58.544847, 16.625074 | 10043903320001 | Ladda upp en bild av detta fornminne |
| Häradshammar 333:1                    | Stensättning                     |              | Häradshammar, Östergötland |       | 58.559211, 16.640825 | 10043903330001 | Ladda upp en bild av detta fornminne |
| Häradshammar 334:1                    | Stensättning                     |              | Häradshammar, Östergötland |       | 58.558510, 16.641794 | 10043903340001 | Ladda upp en bild av detta fornminne |
| Häradshammar 337:1                    | Stensättning                     |              | Häradshammar, Östergötland |       | 58.549490, 16.612940 | 10043903370001 | Ladda upp en bild av detta fornminne |
| Häradshammar 339:1                    | Stensättning                     |              | Häradshammar, Östergötland |       | 58.543593, 16.591566 | 10043903390001 | Ladda upp en bild av detta fornminne |
| Häradshammar 339:2                    | Stensättning                     |              | Häradshammar, Östergötland |       | 58.543478, 16.591719 | 10043903390002 | Ladda upp en bild av detta fornminne |
| Häradshammar 339:3                    | Stensättning                     |              | Häradshammar, Östergötland |       | 58.543481, 16.591516 | 10043903390003 | Ladda upp en bild av detta fornminne |
| Häradshammar 342:1                    | Stensättning                     |              | Häradshammar, Östergötland |       | 58.549663, 16.595999 | 10043903420001 | Ladda upp en bild av detta fornminne |
| Häradshammar 344:1                    | Stensättning                     |              | Häradshammar, Östergötland |       | 58.542155, 16.585421 | 10043903440001 | Ladda upp en bild av detta fornminne |
| Häradshammar 345:1                    | Stensättning                     |              | Häradshammar, Östergötland |       | 58.544211, 16.597089 | 10043903450001 | Ladda upp en bild av detta fornminne |
| Häradshammar 346:1                    | Stensättning                     |              | Häradshammar, Östergötland |       | 58.543220, 16.596771 | 10043903460001 | Ladda upp en bild av detta fornminne |
| Häradshammar 350:1                    | Stensättning                     |              | Häradshammar, Östergötland |       | 58.544880, 16.609653 | 10043903500001 | Ladda upp en bild av detta fornminne |
| Häradshammar 350:2                    | Stensättning                     |              | Häradshammar, Östergötland |       | 58.545021, 16.609651 | 10043903500002 | Ladda upp en bild av detta fornminne |
| Häradshammar 350:3                    | Stensättning                     |              | Häradshammar, Östergötland |       | 58.545061, 16.609836 | 10043903500003 | Ladda upp en bild av detta fornminne |
| Häradshammar 351:1                    | Stensättning                     |              | Häradshammar, Östergötland |       | 58.541376, 16.640629 | 10043903510001 | Ladda upp en bild av detta fornminne |
| Häradshammar 353:1                    | Stensättning                     |              | Häradshammar, Östergötland |       | 58.526813, 16.571708 | 10043903530001 | Ladda upp en bild av detta fornminne |
| Häradshammar 354:1                    | Stensättning                     |              | Häradshammar, Östergötland |       | 58.538548, 16.598354 | 10043903540001 | Ladda upp en bild av detta fornminne |
| Häradshammar 356:1                    | Gravfält                         |              | Häradshammar, Östergötland |       | 58.531425, 16.608373 | 10043903560001 | Ladda upp en bild av detta fornminne |
| Häradshammar 358:1                    | Gravfält                         |              | Häradshammar, Östergötland |       | 58.538034, 16.614854 | 10043903580001 | Ladda upp en bild av detta fornminne |
| Häradshammar 359:1                    | Stensättning                     |              | Häradshammar, Östergötland |       | 58.536285, 16.615428 | 10043903590001 | Ladda upp en bild av detta fornminne |
| Häradshammar 359:2                    | Stensättning                     |              | Häradshammar, Östergötland |       | 58.536068, 16.615703 | 10043903590002 | Ladda upp en bild av detta fornminne |
| Häradshammar 360:1                    | Stensättning                     |              | Häradshammar, Östergötland |       | 58.536594, 16.618839 | 10043903600001 | Ladda upp en bild av detta fornminne |
| Häradshammar 361:1                    | Stensättning                     |              | Häradshammar, Östergötland |       | 58.540173, 16.623285 | 10043903610001 | Ladda upp en bild av detta fornminne |
| Häradshammar 361:2                    | Stensättning                     |              | Häradshammar, Östergötland |       | 58.540087, 16.623454 | 10043903610002 | Ladda upp en bild av detta fornminne |
| Häradshammar 363:1                    | Stensättning                     |              | Häradshammar, Östergötland |       | 58.534824, 16.629415 | 10043903630001 | Ladda upp en bild av detta fornminne |
| Häradshammar 365:1                    | Gravfält                         |              | Häradshammar, Östergötland |       | 58.535587, 16.630003 | 10043903650001 | Ladda upp en bild av detta fornminne |
| Häradshammar 366:1                    | Stensättning                     |              | Häradshammar, Östergötland |       | 58.552145, 16.634865 | 10043903660001 | Ladda upp en bild av detta fornminne |
| Häradshammar 366:2                    | Stensättning                     |              | Häradshammar, Östergötland |       | 58.552264, 16.634919 | 10043903660002 | Ladda upp en bild av detta fornminne |
| Häradshammar 367:1                    | Stensättning                     |              | Häradshammar, Östergötland |       | 58.538490, 16.637320 | 10043903670001 | Ladda upp en bild av detta fornminne |
| Häradshammar 368:1                    | Gravfält                         |              | Häradshammar, Östergötland |       | 58.537865, 16.637479 | 10043903680001 | Ladda upp en bild av detta fornminne |
| Häradshammar 369:1                    | Stensättning                     |              | Häradshammar, Östergötland |       | 58.537519, 16.638866 | 10043903690001 | Ladda upp en bild av detta fornminne |
| Häradshammar 372:1                    | Stensättning                     |              | Häradshammar, Östergötland |       | 58.531183, 16.630795 | 10043903720001 | Ladda upp en bild av detta fornminne |
| Häradshammar 374:1                    | Stensättning                     |              | Häradshammar, Östergötland |       | 58.530502, 16.631312 | 10043903740001 | Ladda upp en bild av detta fornminne |
| Häradshammar 375:1                    | Stensättning                     |              | Häradshammar, Östergötland |       | 58.532966, 16.620148 | 10043903750001 | Ladda upp en bild av detta fornminne |
| Häradshammar 375:2                    | Stensättning                     |              | Häradshammar, Östergötland |       | 58.532690, 16.620633 | 10043903750002 | Ladda upp en bild av detta fornminne |
| Häradshammar 376:1                    | Stensättning                     |              | Häradshammar, Östergötland |       | 58.531460, 16.622933 | 10043903760001 | Ladda upp en bild av detta fornminne |
| Häradshammar 377:1                    | Stensättning                     |              | Häradshammar, Östergötland |       | 58.527507, 16.626650 | 10043903770001 | Ladda upp en bild av detta fornminne |
| Häradshammar 380:1                    | Gravfält                         |              | Häradshammar, Östergötland |       | 58.533140, 16.608577 | 10043903800001 | Ladda upp en bild av detta fornminne |
| Häradshammar 384:1                    | Stensättning                     |              | Häradshammar, Östergötland |       | 58.520766, 16.616198 | 10043903840001 | Ladda upp en bild av detta fornminne |
| Häradshammar 387:1                    | Stensättning                     |              | Häradshammar, Östergötland |       | 58.523585, 16.639598 | 10043903870001 | Ladda upp en bild av detta fornminne |
| Häradshammar 387:2                    | Stensättning                     |              | Häradshammar, Östergötland |       | 58.523690, 16.640026 | 10043903870002 | Ladda upp en bild av detta fornminne |
| Häradshammar 389:1                    | Stensättning                     |              | Häradshammar, Östergötland |       | 58.523768, 16.648203 | 10043903890001 | Ladda upp en bild av detta fornminne |
| Häradshammar 390:1                    | Fornborg                         |              | Häradshammar, Östergötland |       | 58.525964, 16.644694 | 10043903900001 | Ladda upp en bild av detta fornminne |
| Häradshammar 391:1                    | Stensättning                     |              | Häradshammar, Östergötland |       | 58.519325, 16.635516 | 10043903910001 | Ladda upp en bild av detta fornminne |
| Häradshammar 395:1                    | Stensättning                     |              | Häradshammar, Östergötland |       | 58.522708, 16.619122 | 10043903950001 | Ladda upp en bild av detta fornminne |
| Häradshammar 396:1                    | Stensättning                     |              | Häradshammar, Östergötland |       | 58.540427, 16.639143 | 10043903960001 | Ladda upp en bild av detta fornminne |
| Häradshammar 397:1                    | Gravfält                         |              | Häradshammar, Östergötland |       | 58.543437, 16.631038 | 10043903970001 | Ladda upp en bild av detta fornminne |
| Häradshammar 398:1                    | Stensättning                     |              | Häradshammar, Östergötland |       | 58.544873, 16.610634 | 10043903980001 | Ladda upp en bild av detta fornminne |
| Häradshammar 401:1                    | Stensättning                     |              | Häradshammar, Östergötland |       | 58.517181, 16.753615 | 10043904010001 | Ladda upp en bild av detta fornminne |
| Häradshammar 401:2                    | Stensättning                     |              | Häradshammar, Östergötland |       | 58.517220, 16.753736 | 10043904010002 | Ladda upp en bild av detta fornminne |
| Häradshammar 401:3                    | Stensättning                     |              | Häradshammar, Östergötland |       | 58.517402, 16.753702 | 10043904010003 | Ladda upp en bild av detta fornminne |
| Häradshammar 401:4                    | Stensättning                     |              | Häradshammar, Östergötland |       | 58.517772, 16.753538 | 10043904010004 | Ladda upp en bild av detta fornminne |
| Häradshammar 402:1                    | Stensättning                     |              | Häradshammar, Östergötland |       | 58.540169, 16.744695 | 10043904020001 | Ladda upp en bild av detta fornminne |
| Häradshammar 402:2                    | Stensättning                     |              | Häradshammar, Östergötland |       | 58.539969, 16.744459 | 10043904020002 | Ladda upp en bild av detta fornminne |
| Häradshammar 402:3                    | Stensättning                     |              | Häradshammar, Östergötland |       | 58.539687, 16.744185 | 10043904020003 | Ladda upp en bild av detta fornminne |
| Häradshammar 403:1                    | Stensättning                     |              | Häradshammar, Östergötland |       | 58.540174, 16.738355 | 10043904030001 | Ladda upp en bild av detta fornminne |
| Häradshammar 403:2                    | Stensättning                     |              | Häradshammar, Östergötland |       | 58.540329, 16.738963 | 10043904030002 | Ladda upp en bild av detta fornminne |
| Häradshammar 403:3                    | Stensättning                     |              | Häradshammar, Östergötland |       | 58.540393, 16.739145 | 10043904030003 | Ladda upp en bild av detta fornminne |
| Häradshammar 403:4                    | Stensättning                     |              | Häradshammar, Östergötland |       | 58.540357, 16.739322 | 10043904030004 | Ladda upp en bild av detta fornminne |
| Häradshammar 404:1                    | Stensättning                     |              | Häradshammar, Östergötland |       | 58.539610, 16.735346 | 10043904040001 | Ladda upp en bild av detta fornminne |
| Häradshammar 407:1                    | Stensättning                     |              | Häradshammar, Östergötland |       | 58.538089, 16.746911 | 10043904070001 | Ladda upp en bild av detta fornminne |
| Häradshammar 407:2                    | Stensättning                     |              | Häradshammar, Östergötland |       | 58.537968, 16.747276 | 10043904070002 | Ladda upp en bild av detta fornminne |
| Häradshammar 409:1                    | Stensättning                     |              | Häradshammar, Östergötland |       | 58.536310, 16.746587 | 10043904090001 | Ladda upp en bild av detta fornminne |
| Häradshammar 410:1                    | Stensättning                     |              | Häradshammar, Östergötland |       | 58.535589, 16.747455 | 10043904100001 | Ladda upp en bild av detta fornminne |
| Häradshammar 412:1                    | Stensättning                     |              | Häradshammar, Östergötland |       | 58.543555, 16.724437 | 10043904120001 | Ladda upp en bild av detta fornminne |
| Häradshammar 412:2                    | Stensättning                     |              | Häradshammar, Östergötland |       | 58.543465, 16.724622 | 10043904120002 | Ladda upp en bild av detta fornminne |
| Lönö skans (Häradshammar 415:1)       | Fästning/skans                   |              | Häradshammar, Östergötland |       | 58.598055, 16.798460 | 10043904150001 | Ladda upp en bild av detta fornminne |
| Häradshammar 416:1                    | Stridsvärn                       |              | Häradshammar, Östergötland |       | 58.593283, 16.800655 | 10043904160001 | Ladda upp en bild av detta fornminne |
| Häradshammar 420:1                    | Stensättning                     |              | Häradshammar, Östergötland |       | 58.602911, 16.798482 | 10043904200001 | Ladda upp en bild av detta fornminne |
| Häradshammar 421:1                    | Hällristning                     |              | Häradshammar, Östergötland |       | 58.534595, 16.663706 | 10043904210001 | Ladda upp en bild av detta fornminne |
| Häradshammar 422:1                    | Gravfält                         |              | Häradshammar, Östergötland |       | 58.532854, 16.665268 | 10043904220001 | Ladda upp en bild av detta fornminne |
| Häradshammar 423:1                    | Gravfält                         |              | Häradshammar, Östergötland |       | 58.533639, 16.666413 | 10043904230001 | Ladda upp en bild av detta fornminne |
| Häradshammar 424:1                    | Gravfält                         |              | Häradshammar, Östergötland |       | 58.533754, 16.670742 | 10043904240001 | Ladda upp en bild av detta fornminne |
| Häradshammar 425:1                    | Hög                              |              | Häradshammar, Östergötland |       | 58.549334, 16.691125 | 10043904250001 | Ladda upp en bild av detta fornminne |
| Häradshammar 426:1                    | Stensättning                     |              | Häradshammar, Östergötland |       | 58.539740, 16.686177 | 10043904260001 | Ladda upp en bild av detta fornminne |
| Häradshammar 427:1                    | Stensättning                     |              | Häradshammar, Östergötland |       | 58.559357, 16.669513 | 10043904270001 | Ladda upp en bild av detta fornminne |
| Häradshammar 428:1                    | Stensättning                     |              | Häradshammar, Östergötland |       | 58.569755, 16.695776 | 10043904280001 | Ladda upp en bild av detta fornminne |
| Häradshammar 429:1                    | Stensättning                     |              | Häradshammar, Östergötland |       | 58.560821, 16.671558 | 10043904290001 | Ladda upp en bild av detta fornminne |
| Häradshammar 430:1                    | Stensättning                     |              | Häradshammar, Östergötland |       | 58.564212, 16.675757 | 10043904300001 | Ladda upp en bild av detta fornminne |
| Häradshammar 431:1                    | Stensättning                     |              | Häradshammar, Östergötland |       | 58.563035, 16.675798 | 10043904310001 | Ladda upp en bild av detta fornminne |
| Häradshammar 431:2                    | Stensättning                     |              | Häradshammar, Östergötland |       | 58.562911, 16.675862 | 10043904310002 | Ladda upp en bild av detta fornminne |
| Häradshammar 431:3                    | Stensättning                     |              | Häradshammar, Östergötland |       | 58.562853, 16.676277 | 10043904310003 | Ladda upp en bild av detta fornminne |
| Häradshammar 432:2                    | Stensättning                     |              | Häradshammar, Östergötland |       | 58.530852, 16.680954 | 10043904320002 | Ladda upp en bild av detta fornminne |
| Häradshammar 434:1                    | Stensättning                     |              | Häradshammar, Östergötland |       | 58.534425, 16.676645 | 10043904340001 | Ladda upp en bild av detta fornminne |
| Häradshammar 434:2                    | Stensättning                     |              | Häradshammar, Östergötland |       | 58.534586, 16.676866 | 10043904340002 | Ladda upp en bild av detta fornminne |
| Häradshammar 434:3                    | Stensättning                     |              | Häradshammar, Östergötland |       | 58.534664, 16.677014 | 10043904340003 | Ladda upp en bild av detta fornminne |
| Häradshammar 435:1                    | Stensättning                     |              | Häradshammar, Östergötland |       | 58.534108, 16.677768 | 10043904350001 | Ladda upp en bild av detta fornminne |
| Häradshammar 436:1                    | Stensättning                     |              | Häradshammar, Östergötland |       | 58.550434, 16.684588 | 10043904360001 | Ladda upp en bild av detta fornminne |
| Häradshammar 437:1                    | Stensättning                     |              | Häradshammar, Östergötland |       | 58.539628, 16.683031 | 10043904370001 | Ladda upp en bild av detta fornminne |
| Häradshammar 437:2                    | Stensättning                     |              | Häradshammar, Östergötland |       | 58.539697, 16.682718 | 10043904370002 | Ladda upp en bild av detta fornminne |
| Häradshammar 438:1                    | Stensättning                     |              | Häradshammar, Östergötland |       | 58.539623, 16.680408 | 10043904380001 | Ladda upp en bild av detta fornminne |
| Häradshammar 438:2                    | Stensättning                     |              | Häradshammar, Östergötland |       | 58.539967, 16.681289 | 10043904380002 | Ladda upp en bild av detta fornminne |
| Häradshammar 439:1                    | Röse                             |              | Häradshammar, Östergötland |       | 58.539214, 16.678618 | 10043904390001 | Ladda upp en bild av detta fornminne |
| Häradshammar 440:1                    | Stensättning                     |              | Häradshammar, Östergötland |       | 58.538613, 16.676968 | 10043904400001 | Ladda upp en bild av detta fornminne |
| Häradshammar 441:1                    | Stensättning                     |              | Häradshammar, Östergötland |       | 58.538432, 16.681559 | 10043904410001 | Ladda upp en bild av detta fornminne |
| Häradshammar 441:2                    | Stensättning                     |              | Häradshammar, Östergötland |       | 58.538616, 16.681502 | 10043904410002 | Ladda upp en bild av detta fornminne |
| Häradshammar 441:3                    | Stensättning                     |              | Häradshammar, Östergötland |       | 58.538720, 16.681816 | 10043904410003 | Ladda upp en bild av detta fornminne |
| Häradshammar 441:4                    | Stensättning                     |              | Häradshammar, Östergötland |       | 58.538633, 16.682463 | 10043904410004 | Ladda upp en bild av detta fornminne |
| Häradshammar 444:1                    | Hällristning                     |              | Häradshammar, Östergötland |       | 58.562418, 16.606683 | 10043904440001 | Ladda upp en bild av detta fornminne |
| Häradshammar 445:2                    | Stensättning                     |              | Häradshammar, Östergötland |       | 58.559038, 16.589761 | 10043904450002 | Ladda upp en bild av detta fornminne |
| Häradshammar 451:1                    | Hällristning                     |              | Häradshammar, Östergötland |       | 58.524825, 16.745407 | 10043904510001 | Ladda upp en bild av detta fornminne |
| Häradshammar 452:1                    | Stensättning                     |              | Häradshammar, Östergötland |       | 58.509105, 16.708175 | 10043904520001 | Ladda upp en bild av detta fornminne |
| Häradshammar 453:1                    | Gravfält                         |              | Häradshammar, Östergötland |       | 58.510532, 16.707324 | 10043904530001 | Ladda upp en bild av detta fornminne |
| Häradshammar 456:1                    | Stensättning                     |              | Häradshammar, Östergötland |       | 58.523779, 16.696975 | 10043904560001 | Ladda upp en bild av detta fornminne |
| Häradshammar 457:1                    | Stensättning                     |              | Häradshammar, Östergötland |       | 58.514664, 16.718387 | 10043904570001 | Ladda upp en bild av detta fornminne |
| Häradshammar 458:1                    | Stensättning                     |              | Häradshammar, Östergötland |       | 58.526408, 16.721093 | 10043904580001 | Ladda upp en bild av detta fornminne |
| Häradshammar 459:1                    | Stensättning                     |              | Häradshammar, Östergötland |       | 58.527078, 16.726096 | 10043904590001 | Ladda upp en bild av detta fornminne |
| Häradshammar 461:1                    | Hög                              |              | Häradshammar, Östergötland |       | 58.536318, 16.705454 | 10043904610001 | Ladda upp en bild av detta fornminne |
| Häradshammar 463:1                    | Stensättning                     |              | Häradshammar, Östergötland |       | 58.517146, 16.726615 | 10043904630001 | Ladda upp en bild av detta fornminne |
| Häradshammar 464:1                    | Stensättning                     |              | Häradshammar, Östergötland |       | 58.505975, 16.719318 | 10043904640001 | Ladda upp en bild av detta fornminne |
| Häradshammar 464:2                    | Stensättning                     |              | Häradshammar, Östergötland |       | 58.505941, 16.719114 | 10043904640002 | Ladda upp en bild av detta fornminne |
| Häradshammar 464:3                    | Stensättning                     |              | Häradshammar, Östergötland |       | 58.505833, 16.719166 | 10043904640003 | Ladda upp en bild av detta fornminne |
| Häradshammar 465:1                    | Hällristning                     |              | Häradshammar, Östergötland |       | 58.506846, 16.711726 | 10043904650001 | Ladda upp en bild av detta fornminne |
| Häradshammar 466:1                    | Röse                             |              | Häradshammar, Östergötland |       | 58.505638, 16.706422 | 10043904660001 | Ladda upp en bild av detta fornminne |
| Häradshammar 468:1                    | Stensättning                     |              | Häradshammar, Östergötland |       | 58.508002, 16.704211 | 10043904680001 | Ladda upp en bild av detta fornminne |
| Häradshammar 471:1                    | Stensättning                     |              | Häradshammar, Östergötland |       | 58.531953, 16.681283 | 10043904710001 | Ladda upp en bild av detta fornminne |
| Häradshammar 473:1                    | Stensättning                     |              | Häradshammar, Östergötland |       | 58.547723, 16.597927 | 10043904730001 | Ladda upp en bild av detta fornminne |
| Häradshammar 473:2                    | Stensättning                     |              | Häradshammar, Östergötland |       | 58.547774, 16.598102 | 10043904730002 | Ladda upp en bild av detta fornminne |
| Häradshammar 473:3                    | Stensättning                     |              | Häradshammar, Östergötland |       | 58.547829, 16.597946 | 10043904730003 | Ladda upp en bild av detta fornminne |
| Häradshammar 474:1                    | Gravfält                         |              | Häradshammar, Östergötland |       | 58.524096, 16.690372 | 10043904740001 | Ladda upp en bild av detta fornminne |
| Häradshammar 475:1                    | Röse                             |              | Häradshammar, Östergötland |       | 58.523561, 16.683386 | 10043904750001 | Ladda upp en bild av detta fornminne |
| Häradshammar 478:1                    | Stensättning                     |              | Häradshammar, Östergötland |       | 58.525441, 16.689013 | 10043904780001 | Ladda upp en bild av detta fornminne |
| Häradshammar 480:1                    | Stensättning                     |              | Häradshammar, Östergötland |       | 58.539530, 16.681353 | 10043904800001 | Ladda upp en bild av detta fornminne |
| Häradshammar 482:1                    | Stensättning                     |              | Häradshammar, Östergötland |       | 58.538354, 16.679827 | 10043904820001 | Ladda upp en bild av detta fornminne |
| Häradshammar 482:2                    | Stensättning                     |              | Häradshammar, Östergötland |       | 58.538216, 16.679759 | 10043904820002 | Ladda upp en bild av detta fornminne |
| Häradshammar 482:3                    | Stensättning                     |              | Häradshammar, Östergötland |       | 58.538211, 16.680206 | 10043904820003 | Ladda upp en bild av detta fornminne |
| Häradshammar 484:1                    | Stensättning                     |              | Häradshammar, Östergötland |       | 58.520433, 16.755129 | 10043904840001 | Ladda upp en bild av detta fornminne |
| Häradshammar 484:2                    | Stensättning                     |              | Häradshammar, Östergötland |       | 58.520112, 16.755057 | 10043904840002 | Ladda upp en bild av detta fornminne |
| Häradshammar 486:1                    | Stensättning                     |              | Häradshammar, Östergötland |       | 58.545299, 16.677240 | 10043904860001 | Ladda upp en bild av detta fornminne |
| Häradshammar 486:2                    | Stensättning                     |              | Häradshammar, Östergötland |       | 58.544950, 16.677589 | 10043904860002 | Ladda upp en bild av detta fornminne |
| Häradshammar 487:1                    | Stensättning                     |              | Häradshammar, Östergötland |       | 58.541776, 16.671467 | 10043904870001 | Ladda upp en bild av detta fornminne |
| Häradshammar 489:1                    | Stensättning                     |              | Häradshammar, Östergötland |       | 58.547366, 16.659045 | 10043904890001 | Ladda upp en bild av detta fornminne |
| Häradshammar 489:2                    | Stensättning                     |              | Häradshammar, Östergötland |       | 58.547497, 16.658975 | 10043904890002 | Ladda upp en bild av detta fornminne |
| Häradshammar 491:1                    | Stensättning                     |              | Häradshammar, Östergötland |       | 58.511438, 16.708553 | 10043904910001 | Ladda upp en bild av detta fornminne |
| Häradshammar 492:1                    | Stensättning                     |              | Häradshammar, Östergötland |       | 58.504811, 16.707426 | 10043904920001 | Ladda upp en bild av detta fornminne |
| Häradshammar 494:1                    | Stensättning                     |              | Häradshammar, Östergötland |       | 58.531116, 16.684390 | 10043904940001 | Ladda upp en bild av detta fornminne |
| Häradshammar 502:1                    | Stensättning                     |              | Häradshammar, Östergötland |       | 58.537425, 16.652439 | 10043905020001 | Ladda upp en bild av detta fornminne |
| Häradshammar 503:1                    | Stensättning                     |              | Häradshammar, Östergötland |       | 58.538122, 16.650560 | 10043905030001 | Ladda upp en bild av detta fornminne |
| Häradshammar 504:1                    | Stensättning                     |              | Häradshammar, Östergötland |       | 58.550529, 16.696571 | 10043905040001 | Ladda upp en bild av detta fornminne |
| Häradshammar 505:1                    | Stensättning                     |              | Häradshammar, Östergötland |       | 58.523536, 16.687861 | 10043905050001 | Ladda upp en bild av detta fornminne |
| Häradshammar 506:1                    | Hög                              |              | Häradshammar, Östergötland |       | 58.562972, 16.666749 | 10043905060001 | Ladda upp en bild av detta fornminne |
| Häradshammar 509:1                    | Stensättning                     |              | Häradshammar, Östergötland |       | 58.524846, 16.684377 | 10043905090001 | Ladda upp en bild av detta fornminne |
| Häradshammar 510:1                    | Stensättning                     |              | Häradshammar, Östergötland |       | 58.531548, 16.667333 | 10043905100001 | Ladda upp en bild av detta fornminne |
| Häradshammar 514:1                    | Gravfält                         |              | Häradshammar, Östergötland |       | 58.536257, 16.676792 | 10043905140001 | Ladda upp en bild av detta fornminne |
| Häradshammar 517:1                    | Stensättning                     |              | Häradshammar, Östergötland |       | 58.532606, 16.671560 | 10043905170001 | Ladda upp en bild av detta fornminne |
| Häradshammar 520:1                    | Stensättning                     |              | Häradshammar, Östergötland |       | 58.550103, 16.576219 | 10043905200001 | Ladda upp en bild av detta fornminne |
| Häradshammar 522:1                    | Stensättning                     |              | Häradshammar, Östergötland |       | 58.535456, 16.655936 | 10043905220001 | Ladda upp en bild av detta fornminne |
| Häradshammar 523:1                    | Stensättning                     |              | Häradshammar, Östergötland |       | 58.539118, 16.682830 | 10043905230001 | Ladda upp en bild av detta fornminne |
| Häradshammar 524:1                    | Stensättning                     |              | Häradshammar, Östergötland |       | 58.527671, 16.706896 | 10043905240001 | Ladda upp en bild av detta fornminne |
| Häradshammar 525:1                    | Stensättning                     |              | Häradshammar, Östergötland |       | 58.528105, 16.707853 | 10043905250001 | Ladda upp en bild av detta fornminne |
| Häradshammar 533                      | Stensättning                     |              | Häradshammar, Östergötland |       | 58.534821, 16.676914 | 12000000128438 | Ladda upp en bild av detta fornminne |
| Häradshammar 535                      | Stensättning                     |              | Häradshammar, Östergötland |       | 58.534891, 16.676988 | 12000000128440 | Ladda upp en bild av detta fornminne |
| Häradshammar 536                      | Stensättning                     |              | Häradshammar, Östergötland |       | 58.541784, 16.680476 | 12000000128441 | Ladda upp en bild av detta fornminne |